# Заленский, Рафаил Осипович
Рафаи́л О́сипович Зале́нский (1840 — 1903) — русский медик, общественный деятель. 

## Биография
Окончил медицинский факультет Московского университета в 1873 году. С 1873 г. врач, с 1875 г. заведующий Чебоксарской земской больницы. Впервые в Чувашии с 1885 г. начал применять 2 % раствор ляписа (глазные капли) с целью предупреждения бленнореи.
Участвовал в работе Общества врачей г. Казани, выступал на съездах врачей Казанской губернии по вопросам устройства земской медицины. В 1880 году был принят в члены Общества врачей при Казанском университете. В Чебоксарах организовал общество трезвости, по его инициативе были созданы лига борьбы с туберкулезом и общество «Белый цветок» для сбора средств больным туберкулезом.
Вместе с Зеленским Р. О. работали фельдшера П. Соболев, В. Васильева, провизор И. Штемпелин, смотритель Г. Григорьев и другие.
Отец Заленского Вячеслава Рафаиловича.

## Награды и звания
- Почетное звание «Заслуженный врач Чебоксарского земства» (1893).